# Holteland
Holteland er et lille område lige øst for landsbyen Endeslev, Endeslev Sogn, indtil 2006 i Vallø Kommune, efter 2007 i Stevns Kommune ved Køge. Området er et landbrugsområde, som gennemskæres af vejen Holtelandsvej, som ender blindt ved Holtelandsgården.
|  | Denne artikel om lokaliteten Holteland kan blive bedre, hvis der indsættes et (bedre) billede. Du kan hjælpe ved at afsøge Wikimedia Commons for et passende billede eller lægge et op på Wikimedia Commons med en af de tilladte licenser og indsætte det i artiklen. |

55°21′50.71″N 12°12′43.16″Ø / 55.3640861°N 12.2119889°Ø